# Yoo Nam-kyu
Pour les articles homonymes, voir Yoo.
Dans ce nom coréen, le nom de famille, Yoo, précède le nom personnel Nam-kyu.
Yoo Nam-kyu (né le 4 juin 1968) est un pongiste sud-coréen, champion olympique de tennis de table en 1988.
Il a participé aux Jeux olympiques de Séoul où il remporte la médaille d'or en simple et le bronze en double, à ceux de Barcelone en 1992 où il remporte le bronze en double et à ceux d'Atlanta en 1996 où il remporte une nouvelle fois le bronze en double messieurs.
C'est le premier champion olympique de l'histoire du tennis de table.